# Willinkapis perornata
Willinkapis perornata är en biart som beskrevs av Jesus Santiago Moure 1969. Willinkapis perornata ingår i släktet Willinkapis och familjen korttungebin. Inga underarter finns listade i Catalogue of Life.